# توني كولينز (لاعب كرة قدم أمريكية)
توني كولينز (بالإنجليزية: Tony Collins)‏ هو لاعب كرة قدم أمريكية أمريكي، ولد في 27 مايو 1959 في سانفورد في الولايات المتحدة.

## وصلات خارجية
- توني كولينز على موقع مرجع كرة القدم المحترفة.كوم (الإنجليزية)